# 김남석 (1985년)
김남석(1985년 3월 27일~ )은 대한민국의 프로레슬러이다. 그는 2011년부터 2021년까지 존재했던 대한민국의 프로레슬링 단체 PWF(Pro Wrestling Fit) 소속 선수 겸 대표로 활동했었다.

## 활동
한국에서는 김일이 회장을 맡고 있었으며 직계제자이자 챔피언이기도 한 이왕표가 인솔하는 WWA(World Wrestling Accosiation)에서 2004년 6월 14일 "악인 미노타우르스 K"로 데뷔(vs이예성)했다. 2004년 말 WWA를 탈단하여 K'row 라는 캐릭터로 활동을 시작하여 프리랜서의 신분으로 AWF,신한국프로레슬링에 참전하였다.
이후 공익근무를 마친 후, 바로 일본에서의 프로레슬링 유학을 시작. 2006년부터 KAIENTAI-DOJO에서 훈련하여 2008년 5월 18일에는 WWF 초대 라이트급 챔피언이자 KAIENTAI-DOJO 소속 선수 겸 사장인 TAKA 미치노쿠를 상대로 본명인 김남석으로 다시 데뷔하였다.
그로부터 약 6개월 간의 일본 활동 이후 한국에서 프로레슬링을 새롭게 시작하고 싶다는 마음에 돌연 귀국 2008년 가을 자신의 닉네임을 딴 "프로레슬링 MONZ" 팀을 결성하여 프로레슬링 수업을 시작
그러다가 2009년 3월 21일 신 한국 프로레슬링 대회에서 한태윤과의 시합 중 불의의 사고로 인한 안와골절 부상을 입어 중태에 빠지기도 했으나, 반년도 채 걸리지 않아 건강을 회복하고 새로운 도약을 위한 발판을 세워나갔다. 이후 신 한국 프로레슬링 측에서 보상차원으로 일본으로의 프로레슬링 유학 후원을 결정하였고, 이에 따라 DRAGON GATE, DDT, 대일본 프로레슬링과 같은 곳에서도 시합을 갖는 기회를 맞게 되었다. 특히 DDT에서의 첫 시합 파트너는 케니 오메가였을 정도로 업계에서도 눈여겨보고 있었다. 그런 한편으로는 홍콩에서는 TRX 미국에서는 케틀벨과 관련된 국제 트레이너 라이센스를 획득하여 누구보다도 준비된 지도자로서의 모습을 준비해나가기도 했다. 일본유학을 마치고나서는 '프로레슬링을 프로레슬링답게 만들자'는 모토 하에 2011년 가을 Pro Wrestling FIT 설립 2011년 말에는 미국 CHIKARA에서 안토니오 세자로, 알 스노우 등과 조우하며 좋은 평가를 얻었고 2012년 초에는 일본 ZERO-ONE에서의 전지훈련을 통해 다시한번 확실히 업그레이드된 모습을 보여주었다.
유학생활을 완전히 마치고 귀국한 시점인 2012년 봄부터는 Pro Wrestling FIT을 국내에서 정착시키고자 메인 아이템인 '파티슬램'을 위한 소셜 펀딩, KBS2 대국민 토크쇼 안녕하세요 출연 등의 다양한 시도를 하였으며, 그러한 왕성한 활동을 바탕으로 같은 해 가을, 경기도 고양시 내곡동에 'DREAMHOUSE'라는 프로레슬링 전문 스튜디오를 만드는 데 성공. 이곳에서의 정기적인 연습시합 및 연습생 육성을 시작을 통해 팬들을 계속해서 확보해나가고있으며, 2013년 1월 26일부로 PWF 잠정 월드 챔피언에 등극하여 세계적인 수준의 시합을 보이고자 노력하고 있다. 프로레슬러/퍼스널 트레이너이자 스포츠 엔터테인먼트 사업가로서 활동하고 있다.
그외에도 프로레슬링 팟캐스트 '나는 레슬러다!'의 MC로서 활동중이기도 하다. (공동진행중인 MC는 1세대 인디 힙합 아티스트 HEE'Z, TNA IMPACT 국내방송 해설가 출신의 양성욱, '더홍' 홍의성)
2014년 1월 11일, 소속 선수들을 데뷔시키는 데 성공하여 슈퍼노바라는 이름의 대회를 매월 둘째, 넷째주 토요일에 DREAMHOUSE에서 진행하고 있다.
이후, 2014년 4월 27일 잠실학생체육관 대회 '인생공격'을 개최하였고, 여기서 DRAGON GATE의 KAGETORA에게 승리하여 초대 LOTW 헤비급 챔피언에 정식 등극하였다.

## 활동 단체 일람
- WWA(2002~2004) - 김일 체제에 등장한 마지막 선수로서, 이왕표와 노지심의 지도를 받았다.
- AWF(2007) - 이예성과 싱글매치 등으로 프리랜서로 참전했다.
- KAIENTAI-DOJO(2008) - TAKA 미치노쿠가 직접 데뷔전 상대로 나섰다. 신인들 중에서는 TAKA를 상대로 가장 오래 버텼으며, 이것을 기점으로 현지의 팬/선수 및 관계자들에게 인상을 남겼다.
- 신한국프로레슬링(2009) - 귀국 후 한태윤과 싱글매치로 프리랜서 참전했다. 당시 안와골절이라는 중상을 입었다.
- DRAGON GATE(2009) - 정규대회에 참전하지는 않았으나, 소속 선수들과 똑같은 양의 훈련을 무난하게 소화했고, 한국에서의 커리어까지 정식으로 인정받아 대우상으로 꽤 높은 위치에 있었다.
- DDT(2009) - 전지훈련 이후 다시 KAIENTAI-DOJO로 복귀한 상태에서 파견 참전했다. 이 시합에서의 태그팀 파트너는 케니 오메가이다.
- 대일본(2009) - KAIENTAI-DOJO와 협력관계에 있던 또다른 단체로서, 세키네 류이치와의 태그로 2~3회 정도 참전했다.
- CHIKARA(2011) - PWF 창단 이후 정해진 미국 전지훈련장소로, 이곳에서 마이크 쿽켄버시, 안토니오 세자로, 알 스노우 등을 만나며 'WWE급 레벨이 될 수 있다'는 평을 듣고, 스스로에 대한 가능성을 재확인했다.
(PWF 멤버 구성으로서의 첫 시합인 조경호와의 싱글매치가 지역대회에서 열리기도 했다.)
- ZERO1(2012.1~2012.3) - '미지의 강자'라는 컨셉으로 조경호와 2인조 활동, 파티슬램 개최를 위해 조기 귀국했다.
- PWF(2011.7~2021.7.25) - 대표 겸 선수로 활동함.

## 출연 목록

### TV
- 2004년 : MBC《코미디하우스》
- 2012년 : KBS2《대국민 토크쇼 안녕하세요》
- 2016년 : KBS1《다큐공감》
- 2017년 : MBC《마이 리틀 텔레비전》
- 2017년 : tvN《김무명을 찾아라》
- 2022년~2023년 : ENA,SBS 플러스《나는 SOLO》

### 팟캐스트
- Apple itunes《나는 레슬러다》

### 뮤직비디오
- 락킴(Rockim) -《Don't Give It Up》